# Boiling Springs (Carolina del Sud)
Boiling Springs és una concentració de població designada pel cens dels Estats Units a l'estat de Carolina del Sud. Segons el cens del 2000 tenia 4.544 habitants.

## Demografia
Segons el cens del 2000, Boiling Springs tenia 4.544 habitants, 1.714 habitatges i 1.336 famílies. La densitat de població era de 257,6 habitants/km².
Dels 1.714 habitatges en un 38,4% hi vivien nens de menys de 18 anys, en un 65,1% hi vivien parelles casades, en un 9,4% dones solteres, i en un 22% no eren unitats familiars. En el 19,3% dels habitatges hi vivien persones soles el 7,2% de les quals corresponia a persones de 65 anys o més que vivien soles. El nombre mitjà de persones vivint en cada habitatge era de 2,62 i el nombre mitjà de persones que vivien en cada família era de 3.
Per edats la població es repartia de la següent manera: un 26,1% tenia menys de 18 anys, un 7,3% entre 18 i 24, un 33,1% entre 25 i 44, un 22,5% de 45 a 60 i un 10,9% 65 anys o més.
L'edat mediana era de 35 anys. Per cada 100 dones de 18 o més anys hi havia 91,1 homes.
La renda mediana per habitatge era de 52.285 $ i la renda mediana per família de 58.160 $. Els homes tenien una renda mediana de 37.625 $ mentre que les dones 28.279 $. La renda per capita de la població era de 20.814 $. Entorn del 4,7% de les famílies i el 6,4% de la població estaven per davall del llindar de pobresa.

## Poblacions més properes
El següent diagrama mostra les poblacions més properes.